# A Fine Romance
A Fine Romance is een lied uit 1936, gecomponeerd door Jerome Kern met tekst van Dorothy Fields.
Het nummer is geschreven voor de film Swing Time, waarin het werd geïntroduceerd door Fred Astaire en Ginger Rogers. Astaire nam op 28 juli 1936 een soloversie van het nummer op voor Brunswick records en stond vijf weken lang bovenaan de hitlijsten.
Billie Holiday nam het nummer op voor Vocalion Records op 29 september 1936 en ook dit bereikte de hitlijsten, net als versies van Henry King en Guy Lombardo.